# When We Were Young
A When We Were Young egy zenei fesztivál, amelyet a nevadai Winchesterben, a Las Vegas-i Fesztiválterületen 2022. október 23-án és 29-én rendeztek meg először.

## Történet
Az eseményt először 2022. január 18-án hirdették meg, egynaposként, 2022. október 22-re. A jegyek gyorsan elfogytak, így 2022. október 23. és október 29. a második és harmadik időpontként hozzáadásra került.  2022. október 11-én a fesztivál bejelentette, hogy 2023-ban második évre visszatér. Matt Skiba az Alkaline Trio-ból azt állítja, hogy a felállást még a zenekarok hozzájárulása előtt bejelentették, de minden zenekar beleegyezett, hogy játszanak a fesztiválon.
A tervek szerint a Car Seat Headrest zenekar a 2022-es felállás részeként játszott volna, de egészségügyi problémák miatt kiszálltak.
A 2022-es első napot az időjárás miatt törölték.

## Felállások

### 2022
A fesztivál hivatalos felállása ábécésorrendben; headlinerek félkövérrel:
- Acceptance
- AFI
- Alex G (csak 2. hétvége)
- Alkaline Trio
- The All-American Rejects
- Anberlin
- Armor for Sleep
- Atreyu
- Avril Lavigne (csak 1. hétvége)
- Bayside
- Black Veil Brides
- Boys Like Girls
- Bright Eyes
- Bring Me the Horizon
- Dance Gavin Dance
- Dashboard Confessional
- A Day to Remember
- Four Year Strong
- The Garden
- Glassjaw
- Hawthorne Heights
- HorrorPops
- Lil Huddy
- I Prevail
- Ice Nine Kills
- Jimmy Eat World
- Jxdn
- Kittie
- Knocked Loose
- La Dispute (csak 1. hétvége)
- The Linda Lindas
- The Maine
- Manchester Orchestra
- Mayday Parade
- Meet Me at the Altar
- Millionaires
- Mom Jeans
- Motionless in White
- My Chemical Romance
- Neck Deep
- Nessa Barrett
- Paramore
- Palaye Royale
- Prentiss
- Pierce the Veil
- Poppy
- Pvris
- The Ready Set
- The Red Jumpsuit Apparatus
- Royal & the Serpent
- Saosin
- Senses Fail
- Silverstein
- Sleeping With Sirens
- The Starting Line
- State Champs
- Story of the Year
- The Story So Far
- Taking Back Sunday
- Thursday
- TV Girl
- Underoath (csak 2. hétvége)
- We the Kings
- Wolf Alice (csak 1. hétvége)
- The Wonder Years
- The Used

### 2023
A fesztivál hivatalos felállása ábécésorrendben; headlinerek félkövérrel:
- 30 Seconds to Mars
- The Academy Is...
- AJJ
- All Time Low
- The Ataris
- Beach Bunny
- Blink-182
- Bowling for Soup
- Citizen
- Ekkstacy
- Fenix TX
- Finch
- The Front Bottoms
- Games We Play
- Goldfinger
- Good Charlotte
- Green Day
- Gym Class Heroes
- Hot Mulligan
- Jean Dawson
- Joyce Manor
- KennyHoopla
- Knuckle Puck
- Less Than Jake
- Lit
- Magnolia Park
- Michelle Branch
- Motion City Soundtrack
- Movements
- The Movielife
- MxPx
- New Found Glory
- No Pressure
- The Offspring
- Pierce the Veil
- Plain White T's
- Relient K
- Rise Against
- Saves The Day
- Say Anything
- Set It Off
- Simple Plan
- Something Corporate
- Sum 41
- Thrice
- Tigers Jaw
- Turnover
- The Veronicas
- Waterparks
- The Wrecks
- Yellowcard
- Zebrahead

## Fordítás
Ez a szócikk részben vagy egészben  a   When We Were Young (festival) című angol Wikipédia-szócikk ezen változatának fordításán alapul.  Az eredeti cikk szerkesztőit annak laptörténete sorolja fel. Ez a jelzés csupán a megfogalmazás eredetét és a szerzői jogokat jelzi, nem szolgál a cikkben szereplő információk forrásmegjelöléseként.